# Bruce Schneier
Bruce Schneier je americký odborník na kryptografii, počítačovou bezpečnost a bezpečnost technologií všeobecně. Je autorem řady publikací zabývajících se především informační bezpečností. Je také příležitostným autorem internetového zpravodajství The Guardian. Je výzkumným pracovníkem Berkmanova střediska pro Internet a společnost při Harvardově univerzitě, je členem Otevřeného technologického institutu Nadace Nová Amerika a technickým ředitelem společnosti Co3 Systems.

## Život
Je synem Martina Schneiera, soudce vrchního soudu v Brooklynu. Vyrostl ve čtvrti Flatbush, což je součást Brooklynu v New Yorku. Navštěvoval základní školu PS 139 v Brooklynu a později Hunterovu střední školu. Po získáni bakalářského titulu z fyziky na Univerzitě v Rochesteru v roce 1984, pokračoval ve studiu na Americké univerzitě v Washingtonu D.C., kde získal magisterský titul v oboru počítačových věd v roce 1988. V prosinci 2011 získal čestný titul Ph.D. na Westminsterské univerzitě v Londýně. Katedra elektroniky a počítačových věd mu toto ocenění udělila za obětavou práci a jeho přínos pro společnost.
V roce 1999 založil společnost Counterpane Internet Security, Inc, která se později přejmenovala na BT Counterpane. Působil jako technický ředitel společnosti. BT Counterpane byla v roce 2006 odkoupena skupinou British Telecom za více než 20 milionů dolarů.

## Publikace
Bruce Schneier je autorem následujících knih
- Applied cryptography vyšlo v nakladatelství John Wiley & Sons, první vydání 1994, druhé vydání 1996
- Protect Your Macintosh vyšlo v nakladatelství Peachpit Press, 1994
- E-Mail Security vyšlo v nakladatelství John Wiley & Sons, 1995
- Secrets & Lies vyšlo v nakladatelství John Wiley & Sons, 2000
- Beyond Fear vyšlo v nakladatelství Copernicus Books, 2003
- Schneier on Security vyšlo v nakladatelství John Wiley & Sonns, 2008
- Liars and Outliers vyšlo v nakladatelství John Wiley & Sons, 2012
- Against Security vyšlo v nakladatelství Princeton University Press, 2012
- Carry On vyšlo v nakladatelství John Wiley & Sons, 2013
- Data and Goliath vyšlo v nakladatelství W. W. Norton & Company, 2015

Mimo to je spoluautorem
- The Twofish Encryption Algorithm vyšlo v nakladatelství John Wiley & Sons, 1996
- The Electronic Privacy Papers vyšlo v nakladatelství: John Wiley & Sons, 1997
- Practical Cryptography vyšlo v nakladatelství John Wiley & Sons, 2003
- Cryptography Engineering vyšlo v nakladatelství John Wiley & Sons, 2010

Žádná z jeho knih nebyla do ledna 2015 přeložena do češtiny.
Píše internetový blog Schneier on Security. Články z tohoto blogu jsou zájemcům zdarma rozesílány elektronickou poštou jako měsíčník Crypto-Gram.